# Cieszyn (stacja kolejowa)
Cieszyn – stacja kolejowa w Cieszynie, w województwie śląskim, w Polsce. Znajduje się na wysokości 278 m n.p.m.

## Ruch pasażerski
| Rok  | Wymiana pasażerska na dobę |
| ---- | -------------------------- |
| 2017 | 150-199                    |
| 2022 | 300-399                    |

## Historia
Początkowo nad brzegiem Bobrówki funkcjonował przystanek kolejowy otwarty w 1888 roku – znalazł się wówczas na linii Kolei Miast Morawsko-Śląskich, łączącej Morawy i Śląsk Cieszyński. Zbudowano niewielki jednopiętrowy budynek z wiatą przystankową od strony jedynego peronu. W budynku znajdowała się dworcowa restauracja i pomieszczenia zawiadowcy i obsługi stacji. Podczas I wojny światowej wybudowano dodatkowe tory do przyjmowania pociągów towarowych. Dobudowano także niższą część dworca z muru pruskiego z ekspedycją bagażu, dodatkowe magazyny i piętrowy budynek mieszkalny dla obsługi stacji. Od początku wojny do 5 marca 1917 roku obiekt był zamknięty dla ruchu pasażerskiego.
Po podziale Śląska Cieszyńskiego 1920 roku był jedynym przystankiem zlokalizowany w mieście. W 1929 rozpoczęto budowę linii Cieszyn – Zebrzydowice, którą otwarto 10 września 1934, dzięki czemu Cieszyn uzyskał nowe połączenie kolejowe w kierunku północnym. Podczas okresu międzywojennego zbudowano żuraw do nawadniania parowozów który korzystał z miejskiej instalacji wodnej. W okresie międzywojennym postulowano zbudowanie nowego dworca. Jednak po przyłączeniu Zaolzia w listopadzie 1938 roku budowa nowego dworca stała się zbędna, gdyż miasto uzyskało dostęp do rozbudowanego dworca w części zachodniej. W okresie okupacji zmieniono nazwę stacji na Teschen Ost (Cieszyn Wschód). Wojska niemieckie dokonały zniszczenia toru w kierunku Goleszowa przy pomocy urządzenia Schienenwolf, które specjalnym hakiem uszkadzało podkłady kolejowe torowiska. Pierwszy pociąg towarowy po II wojnie światowej przyjechał dnia 17 października 1945 roku, kursowanie pociągów do Bielska uruchomiono 19 października. 28 stycznia 1946 wznowiono ruch pasażerski na linii kolejowej do Zebrzydowic, początkowo tylko do stacji w Kaczycach. Betonowe perony zastępujące ziemne powstały na początku lat 70. z inicjatywy zawiadowcy stacji Alojzego Hanzela. Podczas elektryfikacji została zmodernizowana infrastruktura stacyjna oraz zlikwidowano magazyny kolejowe obok nastawni. W 1986 roku została zbudowana nastawnia wyposażona w pomieszczenia dla maszynistów na piętrze. Budynek stacyjny wynajmowano różnym podmiotom, następnie zlikwidowano przechowalnię bagażu, bar, szalety i zamknięto poczekalnię. Dworzec kolejowy był systematycznie dewastowany oraz niszczony. W dniu 15 lipca 2013 roku zabytkowy dworzec kolejowy został przekazany samorządowi w związku z planowaną budową centrum przesiadkowego. Na przełomie maja i czerwca 1994 roku semafory kształtowe zostały zdemontowane i zastąpione semaforami świetlnymi. 10 stycznia 2009 roku zawieszono kursowanie pociągów relacji Cieszyn – Bielsko Biała Główna. Stacja jest wykorzystywana na linii S58 (Czechowice-Dziedzice – Cieszyn) spółki Koleje Śląskie od dnia 9 grudnia 2012, kiedy spółka ta przejęła obsługę kierunku od Przewozów Regionalnych. W dniu 13 grudnia 2015 roku uruchomiono kursowanie lokalnych pociągów międzynarodowych z Cieszyna do Frýdka-Místka obsługiwanych przez České dráhy wagonem spalinowym. Na przełomie 2015 i 2016 roku wyremontowano perony, które zostały wówczas skrócone. Zamontowana została nawierzchnia z kostki betonowej. W roku 2016 rozpoczęto budowę zintegrowanego centrum przesiadkowego połączonego z kompleksową rewitalizacją dworca, które ostatecznie udostępniono podróżnym 28 kwietnia 2018 roku. W maju 2017 roku bocznica kolejowa wraz z magazynami została rozebrana w związku z budową ulicy Rady Narodowej Księstwa Cieszyńskiego.

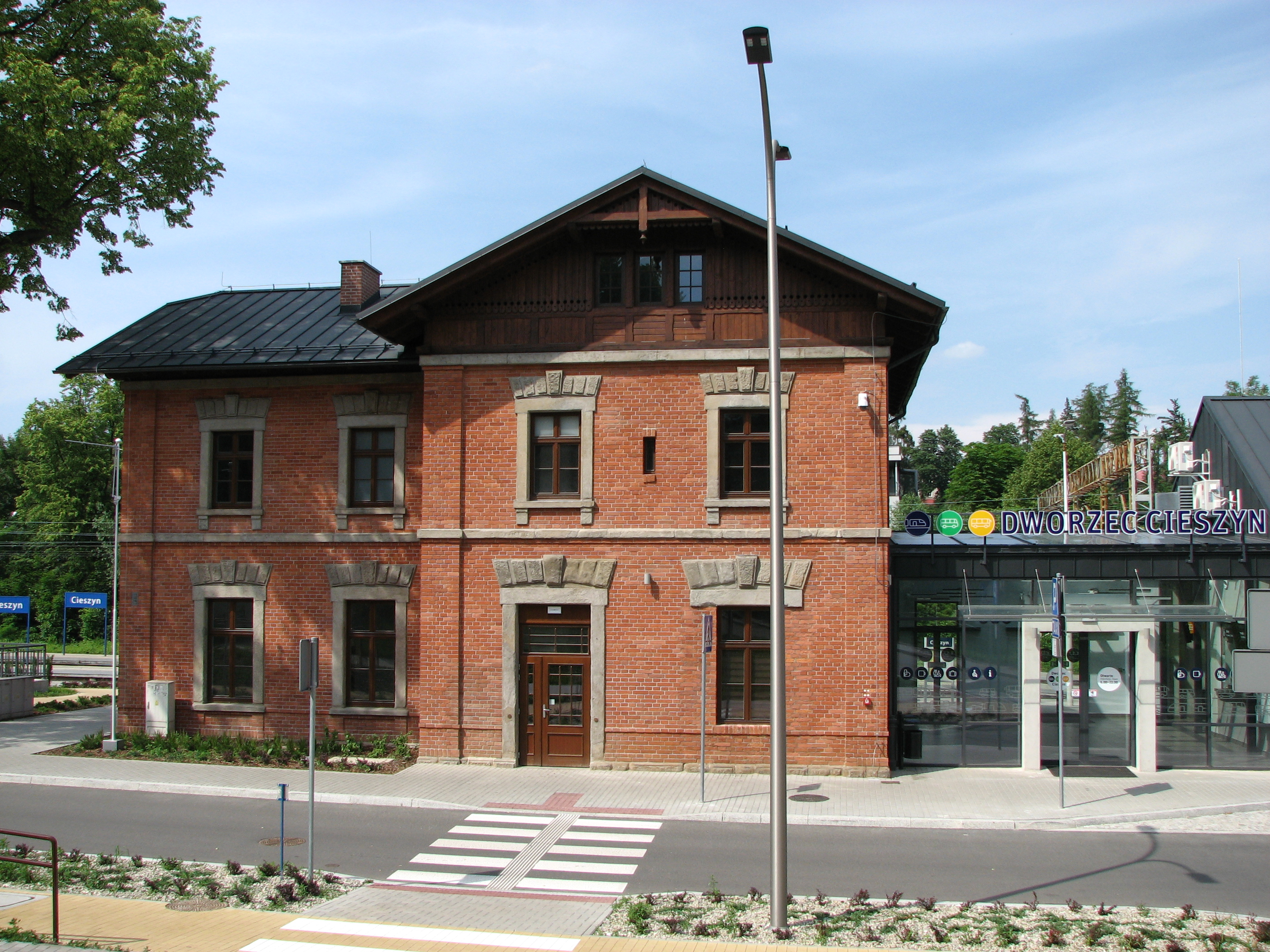
Główny budynek
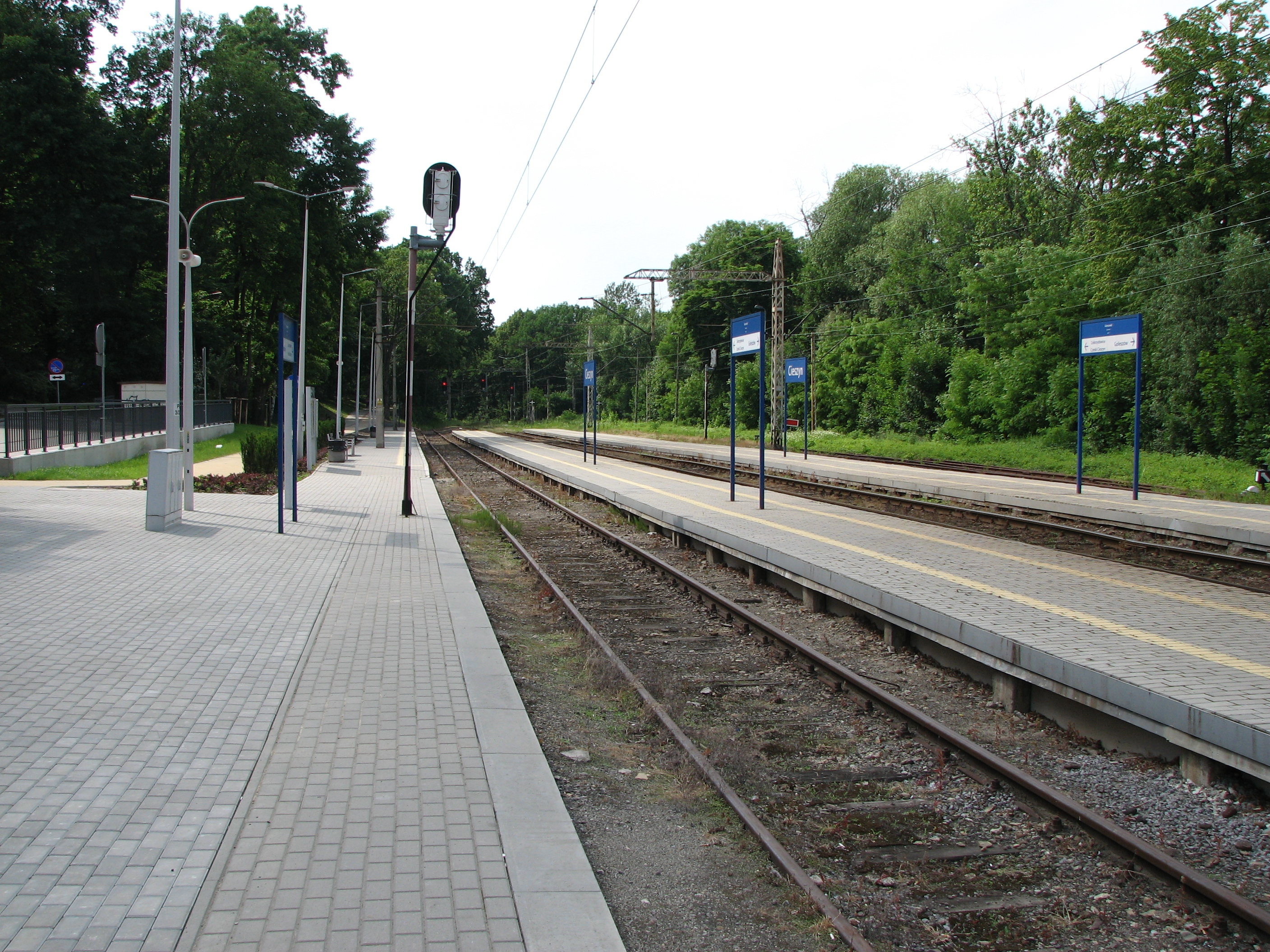
Perony
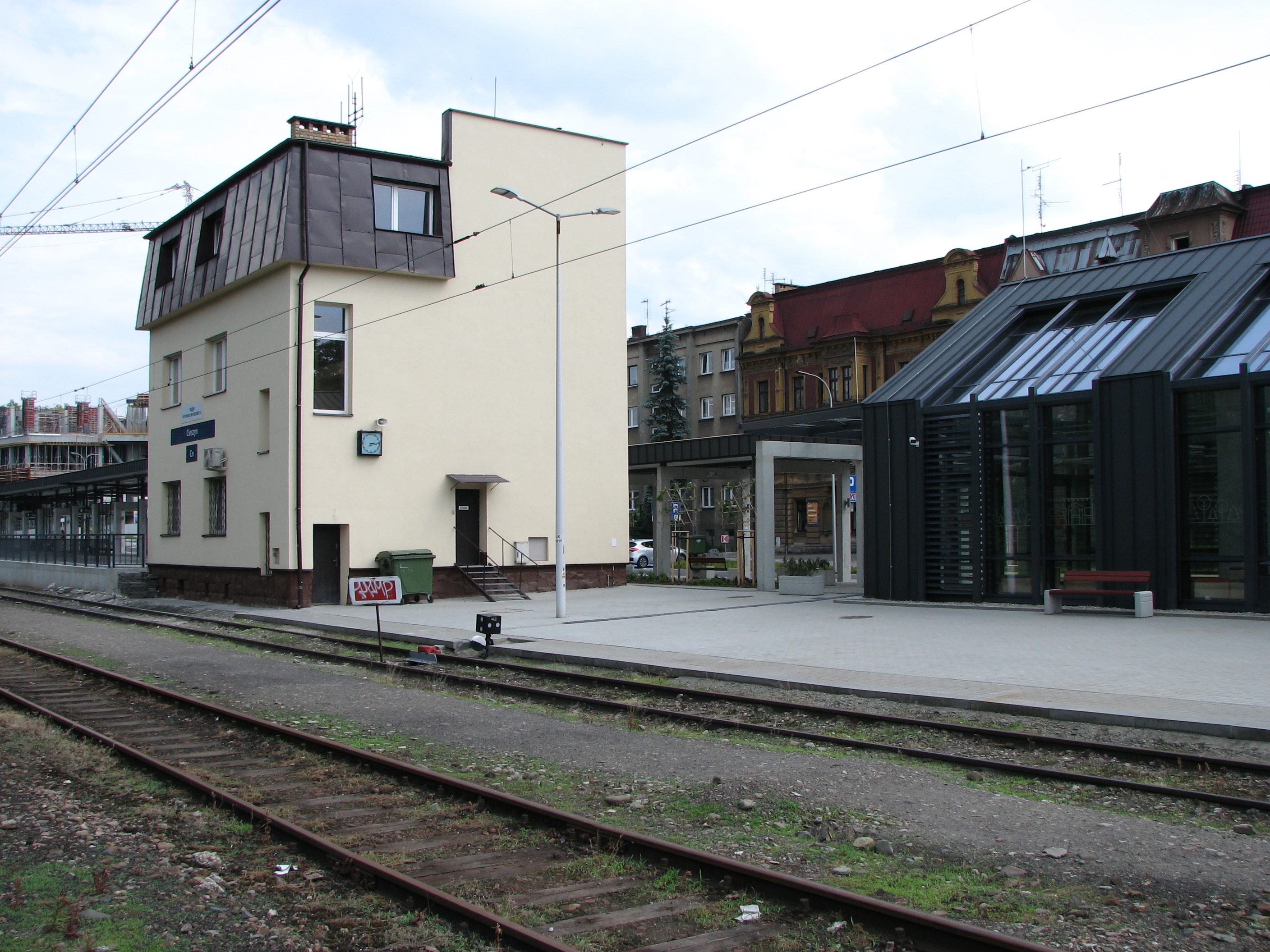
Nastawnia
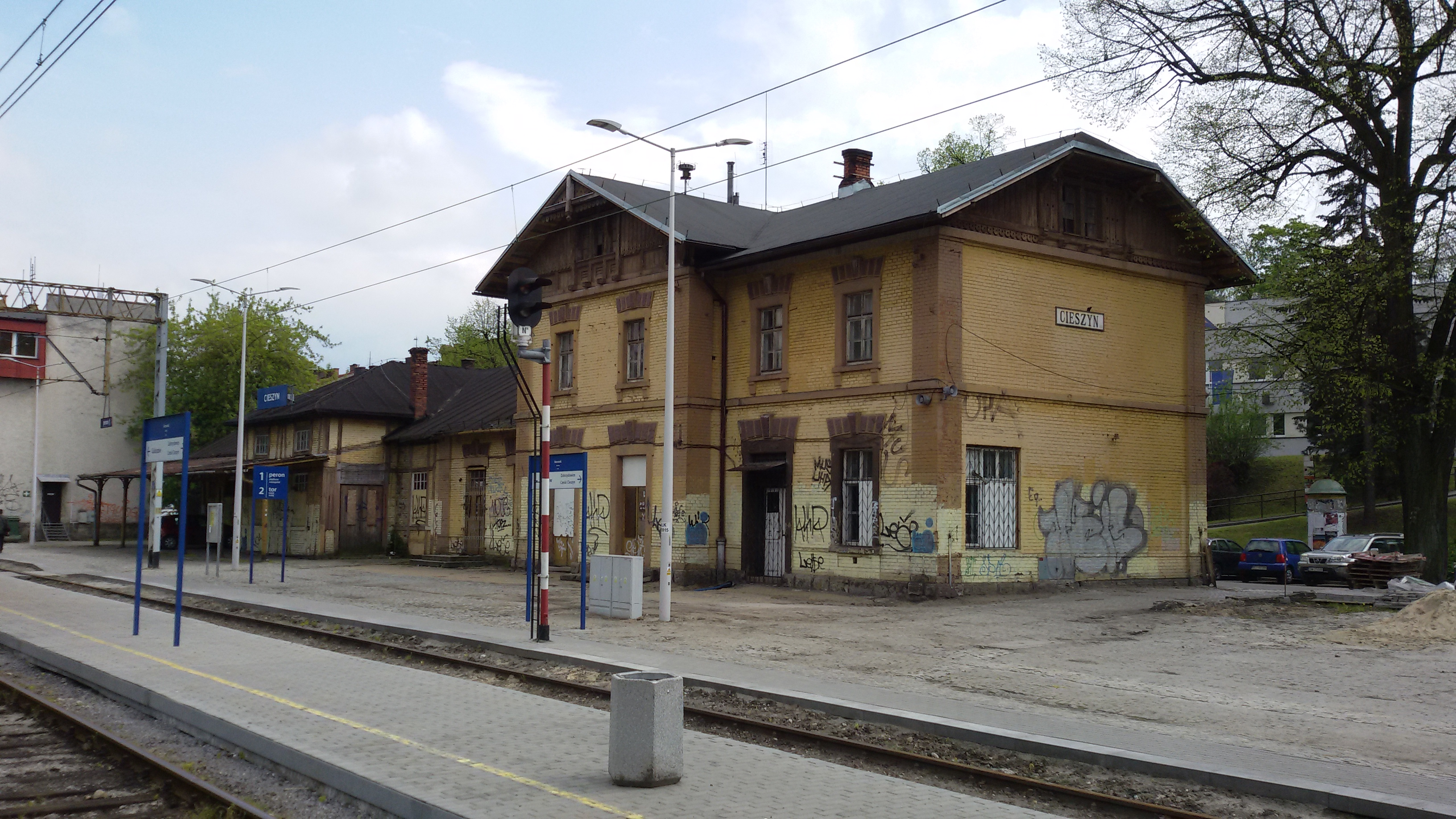
Dworzec kolejowy przed odbudową